# Ciré-d'Aunis
 Ciré-d'Aunis  es una comuna y población de Francia, en la región de Poitou-Charentes, departamento de Charente Marítimo, en el distrito de Rochefort y cantón de Aigrefeuille-d'Aunis.
Su población en el censo de 1999 era de 804 habitantes.
No está integrada en ninguna Communauté de communes o similar.

## Demografía
| 582 | 569 | 635 | 735 | 686 | 804 |
| Para los censos de 1962 a 1999 la población legal corresponde a la población sin duplicidades (Fuente: INSEE [Consultar]) |     |     |     |     |     |